# 自動装填装置
自動装填装置（じどうそうてんそうち）は、物体を別の容器や装置に機械で自動的に装填する装置を指す。

## 概要
「装填」の語が軍事関係で多用されている事から、自動装填装置は砲弾またはミサイルを、砲またはランチャーに装填する装置を指す事が多い。
中口径以下の機関銃ないし機関砲クラスの自動火器では、自動連射のための装填機構は本体と一体不可分の構造だが、これらはケタ違いの高圧力が加わる大口径砲への適用は困難で、閉鎖機を備えた単発式の大砲に別途自動装填装置を併設した作りのものが大多数を占める。
本格的に実用化が始まったのは第二次世界大戦頃からで、57mm口径のQF 6ポンド砲や、7.5 cm PaK 40に圧縮空気駆動の自動装填装置を組み合わせたBK7.5対戦車砲をHs 129攻撃機などに搭載したものが実戦投入された。

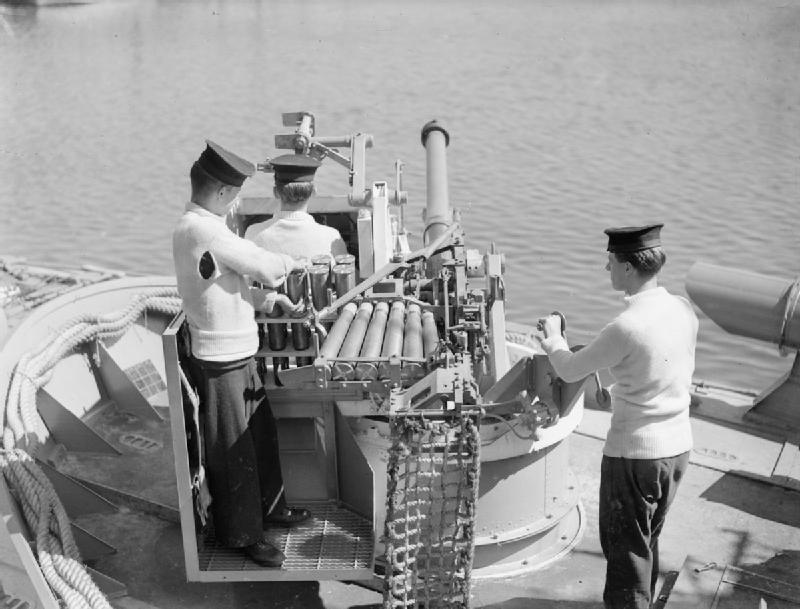
QF 6ポンド自動砲（艦載型）
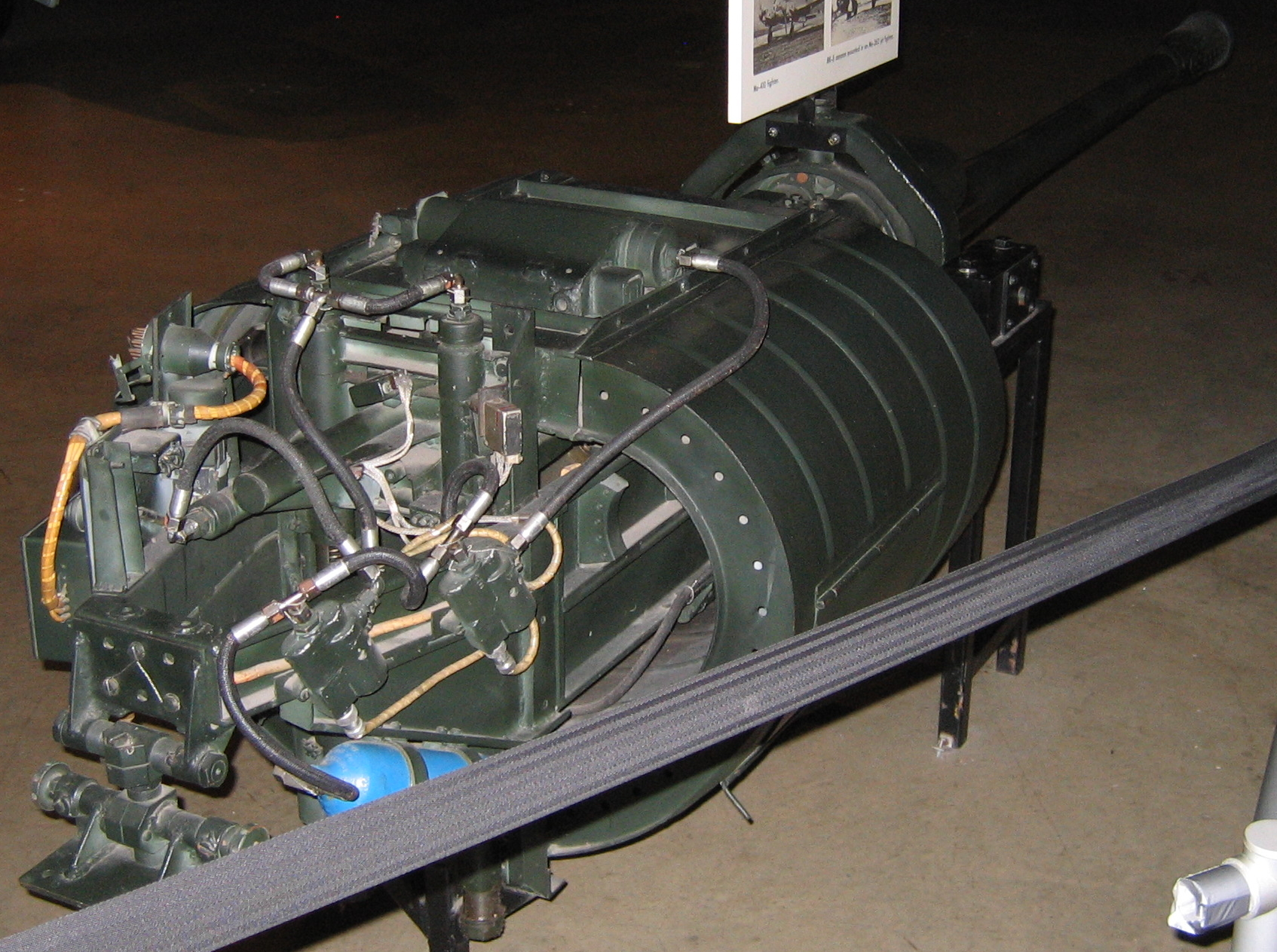
75mm BK7.5後部側

## 艦砲
艦砲は口径が大きく、砲弾重量も大になるため、早くから機力装填が行われていた。機力装填は砲塔内部で行われる揚弾、閉鎖機の開放、砲弾の装填、薬嚢の装填、閉鎖機の閉鎖の工程のうち、弾薬庫から砲側まで砲弾を運搬する揚弾と、砲弾を砲へ押し込む装填動作のみを機械の力を使って行うもので、残りの工程は人力か、あるいは人間が機械を操作して行っていた。したがって装填装置ではあっても自動装填装置とは異なる。
当時の装填装置の動作は決して早くなく、その結果、単位時間当りに発射される砲弾の合計重量は、より小口径で装填速度の早い砲のほうが多くなる可能性がある。日清戦争の黄海海戦で日本海軍が得た勝利は、副砲として採用されていたアームストロング速射砲のつるべ撃ちが挙げた戦果によるところが大きいといわれる。
また、装填にあたってラマーの力量の不足や装備位置の関係から、砲を特定の角度（装填角度）に戻さねばならない物が多く、このことが発射速度の向上を妨げる原因となっている。大口径艦砲の自動装填装置と呼び得る機構は、第二次世界大戦の末期にアメリカ海軍が建造したデモイン級重巡洋艦の203ミリメートル（8インチ）三連装砲Mk.16で採用されているが、時代はすでに大口径砲の撃ち合い自体を非現実的なものとしていた。
しかし装備する砲熕兵器が第二次世界大戦中に平射砲（対水上目標専用）から両用砲（対空中・水上目標兼用）へ変わっていく中で、艦砲はしだいに単なる機力装填から自動装填へと機構が改良されていった。ミサイル万能論の時代には砲を装備しない艦艇も現れたが、その後の戦訓やコストの観点から砲熕兵器が再装備されるに至る。現代でも依然として対空目標への砲の使用が想定されており、そのため現代の艦砲はおおむね全て自動装填装置を備えた自動砲となっている。
オート・メラーラ 76mm砲が代表的な存在であり、砲塔内が無人化されている砲も多い（ただし、非常時に備えて手動での操作を可能としている物もある）。また、海水を使った砲身の強制冷却による連射性能の向上もあって連射速度は第二次大戦中の機関砲に相当するまでになった。

## 高射砲
高射砲は弾幕を形成する必要から連射速度向上の要求が強く、高角度の状態であっても装填・射撃を続けねばならない。機力を利用して装填を行う機構は、第二次世界大戦中のベルリンに建設された高射砲塔に装備された12.8cm連装対空砲FlaK40などにも装備されている。戦後の高高度対空兵器はミサイルが中心になっていったため、野戦高射砲自体が消滅してしまい、進化した高射砲用自動装填装置もまた現れなかった。

## 戦車砲
戦車砲弾の装填にも自動装填装置が利用される場合がある。自動装填装置の採用により装填手の搭乗が不要になり、乗員数を1人減らすことができ、従来は4人乗りの主力戦車であれば乗員3人で済むようになった。乗員数の減少によって得られるメリットは戦車の軽量化が挙げられる。人間の占有スペースの縮小により、よりコンパクトな戦車を製造できるためである。装填速度においてもメリットがあり、出荷時点で錬度の高い装填手と同等の装填速度であり、人間のように訓練を積み熟練するまでは装填速度が遅い問題点がない（そもそも人間には個人差があるため訓練を受けた全員の装填速度が必ずしも熟練するとは限らない）。また熟練した後も体調が悪い時には装填速度が落ちるといったリスクがある。自動装填装置なら行進間射撃や砲塔の高速旋回のような車体が激しく振動する状況でも転倒したり砲弾を落としたりすると言ったリスクなく装填を行える。
戦車砲用の自動装填装置は技術的に信頼性の確保が難しいが、技術の発達による信頼性の向上や人員削減の必要への対応（日本・フランス、韓国など）、主砲の大口径化・砲弾の重量増大による人力装填の困難化（ソ連、中国など）が自動装填装置を採用している。もっとも、装填手を省いて乗員数を減らすことには、燃料弾薬の補充や車体整備や周辺警戒など非乗務任務時の負担増や、乗員が死傷した際交代要員がいない冗長性の不足などのデメリットもあるため、アメリカ陸軍とイスラエル陸軍のように、技術的には利用可能な自動装填装置をあえて搭載しない車両も存在する。
戦車砲用の自動装填装置は、第二次世界大戦頃から試作例が存在した。チェコスロバキアのシュコダ社ではドラム式自動装填装置の開発に着手しており、T-25中戦車用に試作された75mm戦車砲A18は、後にドイツのティーガー重戦車に搭載しての射撃試験も行われている。アメリカでは、75mm戦車砲M3（もともとはM4中戦車用）に対応した油圧式自動装填装置をユナイテッド・シュー・マシナリー社が開発し、T22E1試作中戦車に搭載されたが信頼性は低く、T22試作中戦車シリーズが火力不足で開発中止となったため量産に至らなかった。日本の五式中戦車は、日本戦車としては大口径の75mm戦車砲を採用したところ、小柄な日本人では75mm砲弾の取り扱いに困難があると思われ、そのような大口径高初速砲塔で転把照準射撃を行った場合の発射速度への懸念された。このため、装弾機付属の半自動式五式七糎半戦車砲（長）I型が採用されたが、動作不良が多く終戦までに少なくとも2度の修正機能試験が行われたが最後まで不具合は解決できないままであった。
その後、以下の様な戦車で自動装填装置が実用化された。
AMX-13
1952年から量産されたフランスの軽戦車。砲弾は砲塔後部のリボルバー式マガジンから自動装填装置によって砲に装填される。
連射速度は毎分12発。揺動式砲塔（砲ではなく砲塔自体が上下動することにより砲の俯角を取る方式）の採用によって主砲が俯仰しないため、自動装填が容易になっている（ただし、弾倉そのものへの給弾は手動で、しかも車外からでないと行えなかった）。
Strv 103
1966年から量産されたスウェーデンの主力戦車。砲弾は車体後部のリボルバー式マガジンから自動装填装置によって砲に装填される。
連射速度は毎分15発。砲塔を廃して主砲を車体に固定搭載しているため自動装填が容易になっている。
主砲は西側で一般的なL7系列の105mm戦車砲であるが、砲身長の延長と自動装填装置に適合させるために改良されたL74と呼ばれる専用モデルとなっている。
T-64
1964年に確認されたソ連の主力戦車。AMX-13とStrv 103における自動装填装置の採用の目的が車体の小型化にあったのに対し、ソ連の採用理由は弾薬の大型化による連射速度の低下を避け、合わせて車体の小型化を図るためと言われている。
西側諸国に対抗してより大口径の主砲を採用したソ連では弾薬の大型化による装填操作の作業効率低下を問題にし、弾薬を弾体と金属薬莢に納めた発射薬に分離し、これを機力によって自動装填する自動装填装置を開発し、T-64で初めて採用した。最初の装置である6ETs10（ロシア語：6ЭЦ10）型は、砲塔下車体底部を中心に同心円状に並べられた砲弾と発射薬をアーム式の装填装置で掬い上げた後ラマーで砲に装填する機構で、可動部の動作範囲が大きかった。このため砲塔左側に乗務している砲手の右腕を巻きこんで切断する事故が多発したとされ、当時の西側情報筋では、「ソ連戦車の自動装填装置は人を喰う」と揶揄された。そのため、改良型のT-64A以降は主砲をT-72と同じ125mm滑腔砲に換装すると共に、機構を変更し、装置の可動範囲を減少させた6ETs15（ロシア語：6ЭЦ15）型自動装填装置を搭載してこの問題を解決している。
T-72
1974年に確認されたソ連の主力戦車。自動装填装置は試作型/先行量産型はT-64Aと同じ6ETs15型を搭載しているが、本格量産型からは改良型の6ETs40（ロシア語：6ЭЦ40）型に変更されている。
装填機構は砲弾と発射薬をドラム型の揚弾装置で給弾した後に装填アームを用いて個別に装填する可動範囲の少ない方式に変更され、これにより搭乗員の死傷事故は減少したが、砲塔底部に弾薬を並べる基本レイアウトは変わらなかった。そのため、被弾すると容易に弾薬が誘爆し、砲塔が真上に吹き飛ぶような大爆発を起こして全損するケースがよく発生した。湾岸戦争などでその様子が盛んに報道された結果、兵器セールスにも影響した。それを受けて、ウクライナの開発した西側向け派生型T-72-120では西側の戦車のように砲塔後部にバスル（張り出し部）を設け、弾薬庫と自動装填装置を砲塔部に移している。
T-80及びT-80U
ソ連の主力戦車でT-64の改良発展型。
ウクライナの開発したT-80Uの発展型T-84やオプロートは基本的にT-72と同じ方式の自動装填装置を搭載しているが、オプロートの西側向け派生型ヤタハーンやロシアで開発されたT-80Uの発展型チョールヌィイ・オリョールなどでは砲塔後部にバスルを設けて弾薬庫と自動装填装置を砲塔部に持つ方式に変更している。
T-90
ロシアの主力戦車でT-72の改良型。T-72と同方式の自動装填装置を採用しており、弾薬を砲塔底部に同心円状に並べる配置を踏襲している。
開発元では進歩した自動消火装置と弾薬収納部上面への弾片防止ライナーの装備でT-72に比べ被弾時の安全性は飛躍的に向上しており、T-72のような脆弱性はない、としている。発展型のT-90MSは砲塔後部にバスルを持つ新型砲塔に変更されており、弾薬庫を砲塔後部に持つ方式に変更されている。
90式戦車
1990年に正式採用となった日本の主力戦車。西側諸国の第3世代型戦車で自動装填装置を採用した最初の戦車でもある。砲塔後部にはベルト式マガジンがあり、弾数は防衛機密のため公表されていないが、軍事書籍によると16-18発が搭載されているという複数の見方がある。
連射速度は毎分15発。マガジンへの装填は砲塔上面の専用ハッチに加え、砲塔内からも可能。装填動作中のラマーに足を引っ掛けられて乗員が負傷した事例が報道されている。
ルクレール
1991年に配備が始まったフランス、アラブ首長国連邦、ヨルダンの主力戦車。
砲塔後部にベルト式マガジンを備えた自動装填装置を採用しており、弾数は22発、連射速度は毎分15発。砲手の指示でベルトが廻り、指示された砲弾を装填ラックに供給し、ラマーが装填する。再装填は砲塔後面の装填ハッチに加え、車内からも可能。
メルカバ
イスラエルの国産主力戦車。
乗員の保護を第一に考えた独自の設計で知られているが、120mm砲を装備した最新のMk.4に至るまで自動装填装置は装備されておらず、乗員は4人である。これは開発チームを率いるイスラエル・タル将軍の「戦車が生き残るには最低4名の乗員が必要」「被弾率の高い砲塔には極力砲弾を置かない」という思想に基づくものだが、Mk.4では戦闘時の装填作業の迅速化と労力軽減のために、砲塔内に10発入りのリボルバー式マガジンが設置されており、必要な砲弾の種類を入力すると自動的に装填手の手元に供給される様になっている。
10式戦車
日本が74式戦車の置換用に開発した主力戦車。74式戦車の後継となる。
自動装填装置は強い揺れや衝撃など高外乱を受けても確実に装填できるよう構造が最適化された。これにより不整地走行時の装填の安定性向上や、従来より早い装填速度を達成している。それに加え90式の自動装填装置の70%ほどの重量に軽量化されている。

## 要塞砲
自動装填には動力が必要になるので、本来なら野戦にはむかない装備である。艦艇や戦車なら動力を得ることはたやすいし、また、内燃機関の装備が容易な現代では動力の有無はあまり問題にならないが、そうでは無い時代には大きな問題となった。このため機力装填装置を備えられる陸砲は設備が完備した要塞に備えられた要塞砲が多かった。同時に要塞は機動性を備える必要が無く、威力の増大を求めて弾薬が巨大化していったため、砲弾の装填を機力で行う必然性があったといえるだろう。
日本の要塞には軍縮で退役した戦艦の艦砲を砲塔ごと再利用した要塞砲があったが、当然これらには装填装置が最初から備わっていた。

## 自走砲

### 榴弾砲
バンドカノン155mm自走榴弾砲
弾薬を7発1組のクリップで纏めて運用する独自性の強い装填方式をとっており、1クリップ48秒という発射速度と、給弾の自動化を実現している。
AUF1（AMX-30 GCT）
AMX-30の車体にGCT（Grande Cadence de Tir）システム搭載したもの。
GCTシステムは射撃に関わる装置が全て砲塔内に収まっており、砲塔が巨大化している。これは、車体は砲塔を載せられるものであればどんな車両でも流用できるという柔軟性を持つ。8発/minで射撃可能。
75式自走155mmりゅう弾砲
自動装填装置はリボルバー式マガジンを使用。マガジンへの装弾数は18発だが、装薬は人力での別途装填であるため、厳密には自動装填ではない。6発/minで射撃可能。
2S19 MSTA-S
T-80の車体に、榴弾砲の射撃に必要な装置を全て収めた砲塔を搭載したもの。7発/minで射撃可能。
99式自走155mmりゅう弾砲
75式と違い任意の角度で自動装填が行え、99式弾薬給弾車を連結すると自動で砲弾の補給を行うことができる。6発/minで射撃可能。
PzH2000
ヴェクマン社が開発した電動式の自動装填装置を搭載し、即応射撃能力に優れている。8発/minで射撃可能。

### 低反動砲
M1128 ストライカーMGS
ジェネラル・ダイナミクス社製M68A1E4 105mm砲を搭載したストライカー装甲車。カーチス・ライト社製の自動装填装置を搭載しており、10発/minで射撃可能。

### 迫撃砲
迫撃砲は、現代の火砲としては例外的に前装式とすることにより軽量低コストと高い連射速度を実現しているが、このためにもっぱら後装式対応として開発された自動装填装置を適用するには後装式とする必要を生じ、自動迫撃砲は要員（装填手）の負担を除け、装甲砲塔の内部から水平射が可能といったメリットはあるものの、高コストかつ発射速度は通常の砲口装填式よりも劣るといったデメリットがあったが、冷戦後近年になり砲口装填式の半自動装填装置が実用化されている。
2S9ノーナ-S 120mm自走砲
BMD-1空挺戦闘車の派生型で、2A60 120mm直射・迫撃両用砲を搭載する。7発/minで射撃可能。
AMOS
フィンランドのパトリア社が開発した120mm口径の後装式自動迫撃砲および砲塔。連装砲として発射速度を確保している。通常の前装迫撃砲弾の尾部にキャップ状の治具を取り付けるのみで共通の弾薬を使用できる。単装砲とし重量とコストを低減したNEMOも開発されている。
2R2M迫撃砲
フランスの120mm迫撃砲 RTに半自動装填装置（主に車載迫撃砲としてのスペースの都合上、砲に併設の弾薬トレイへの装弾は人力）を追加した派生型で弾薬も共通。日本の24式機動120mm迫撃砲やフランスのVBMR-MEPACに採用。

## ミサイル
ミサイルの弾体は推進装置を含むために巨大であり、主に戦後に開発が進められたこともあって、当初から自動装填装置が採用されていた。アメリカ海軍のテリアや、これを発展させたSM-1ERでは、ミサイルが弾薬庫から水平にランチャーに装填されるMk.10がレイヒ級ミサイル巡洋艦や「ベインブリッジ」などに装備されたが、フィンの装着などの手作業を要した。
一方、テリアから派生して開発されたターターや、これを発展させたSM-1/2MRでは手作業が省かれており、オリバー・ハザード・ペリー級ミサイルフリゲートなどに採用された単装のMk.13ランチャーではミサイルを円形のドラム型弾庫に縦に納め、下から弾庫上のランチャーに装填する方式とされた。また同じ機構で連装のMk.26がキッド級ミサイル駆逐艦やタイコンデロガ級ミサイル巡洋艦（初期建造艦）などに採用された。
なお、ランチャーと弾薬庫を一体化したタイプのVLSは、戦闘中の再装填は考慮されていないため、機構としての自動装填装置は備えられていない。
独仏共同開発のローランド地対空ミサイルシステムは車体に予備ミサイルを搭載しており、ミサイル発射後は自動でミサイルがランチャーに再装填される。

## その他の火器

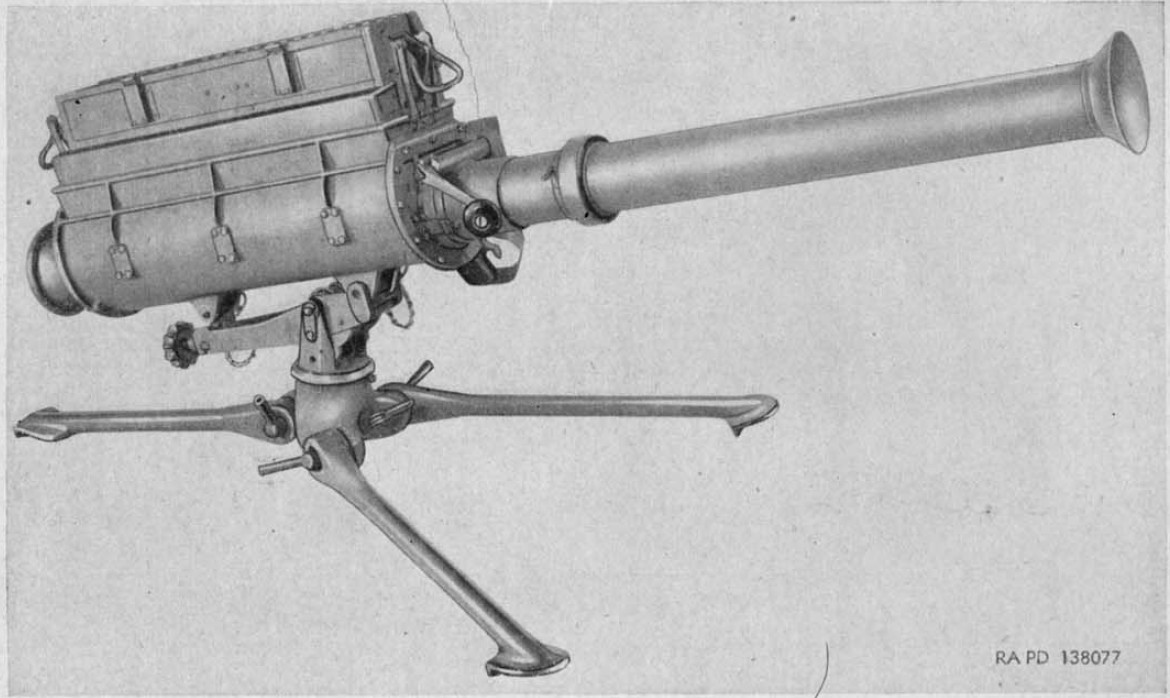
M25 3連発バズーカ

ロケットランチャーや無反動砲は、通常の銃砲と比べ低初速で有効射程・命中精度が劣る欠点を連射で補う意図で自動装填化が試みられたことがあった。しかしこれらの火器は腔圧が小さく発射筒や砲身が軽量低コストな代わりに弾薬が大きくかさばるため、コストや重量の増加が著しい自動装填装置よりも多連装化の方が容易で、採用は見送られた。